# Schieferflügel-Blattspäher
Der Schieferflügel-Blattspäher (Philydor fuscipenne, Syn.: Philydor fuscipennis) zählt innerhalb der Familie der Töpfervögel (Furnariidae) zur Gattung Philydor.
Früher wurde die Art als konspezifisch mit dem Rostbürzel-Blattspäher (Philydor erythrocercum) angesehen.
Die Art kommt in Ecuador, Kolumbien und Panama vor.
Das Verbreitungsgebiet umfasst tropische oder subtropische feuchte immergrüne Tieflandwälder, gerne hügelig, und Bergwälder sowie Sekundärwald hauptsächlich zwischen 500 und 1000, gelegentlich bis 1200 oder 1600 m.
Das Artepitheton kommt von lateinisch fuscus ‚dunkel‘ und lateinisch pennis ‚Flügel‘.

## Merkmale
Die Art ist etwa 17 cm groß und wiegt zwischen 25 und 28 g und ist für einen Blattspäher ziemlich dunkel. Die dunklen Flügel im Gegensatz zum kastanienbraunen Rücken und der gelbbraune Überaugenstreif sind charakteristische Merkmale. Der Vogel hat einen angedeuteten blassen Augenring, einen breiten braunen Augenstreif, die Ohrdecken sind dunkelbraun, die Zügel sind gelblich, der Scheitel dunkelbraun. Der Nacken ist in den Rücken übergehend rotbraun. Der Schwanz ist abgerundet und gelbbraun, die Kehle weißlich bis orangefarben. Die Unterseite ist hell mit gelb-rötlicher Brust, die Flanken sind dunkler rötlich bis braun. Die Iris ist braun, der Schnabel grau, auf der Oberseite schwärzlich, unten hornfarben, die Beine sind grünlich. Die Geschlechter unterscheiden sich nicht. Jungvögel sind deutlicher rotbraun mit ockerfarbener Unterseite.

## Geografische Variation
Es werden folgende Unterarten anerkannt:
- P. f. fuscipenne Salvin, 1866, Nominatform – Zentralpanama (Provinz Veraguas, Coclé, Colón und Panamakanalzone)
- P. f. erythronotum P. L. Sclater & Salvin, 1873 – Ostpanama bis Nordwestkolumbien und Westecuador

## Stimme
Der Gesang wird als monotoner, schneller werdender Triller beschrieben, 2 bis 3 Sekunden andauernd, auch als dünnes „chit“.

## Lebensweise
Die Nahrung besteht aus Heuschrecken, Webspinnen und deren Eiern, Käfern, Wanzen und kleinen Echsen, die einzeln oder als Paar meist in gemischten Jagdgemeinschaften von Erdbodennähe bis mittlere Baumhöhe gesucht werden. Die Art klettert gern an Ästen entlang und sucht ausgiebig in gefallenen Blättern.
Über die Brutzeit ist nichts Genaues bekannt.

## Gefährdungssituation
Der Bestand gilt als nicht gefährdet (Least Concern).